# سأكون بين اللوز
سأكون بين اللوز هي سيرة ذاتية للكاتب الفلسطيني حسين البرغوثي، نُشرت لأول مرة في 1 كانون الأول 2004، وأصدرتها المؤسسة الفلسطينية للإرشاد القومي، وصدرت بطبعة جديدة عن الدار الأهلية في عمّان عام 2017. عزم البرغوثي على تدوينها بعد إصابته بمرض السرطان وعودته إلى بلدته كوبر شمال رام الله، بعد ثلاثين عاماً من الاغتراب والمنفى الطوعي.

## سبب التسمية
يدل العنوان على البرغوثي بثلاثة أمور، الأول هو قصة زواج أبيه من أمه، الذي زرع لها الجنائن حول بيتهما باللوز، بعد أن وقعوا بعدة مشاكل بسبب رفض أهلها زواجه منها، ولكنه فاز بها في نهاية المطاف. الأمر الثاني هو حواراته الداخلية الطويلة، حينما تمكن المرض منه، بدأ البرغوثي يستحضر منظر الجبال في طفولته، ويحدث نفسه قائلاً: (لقد مرض الجبل بالسرطان!) ثم يخطر بباله أن زوجته ستنهار إذا انهار، ثم يشعر بأن الجبل يهتف به: (قل لها: مهما حدث إن زرتِني سأكون بين اللّوز! ستكون شمس، ويكون نوّار يتطاير في الهواء وتكون جنائن، ويكون نحل وطريق نحل وحتى يأتي ذلك الوقت، قاوم). الأمر الثالث هو وصيته بأن يُدفن بين أشجار اللوز، كما أن قبره محاط بالخضرة والزهور الناعمة من جهاتها الأربعة.

## نبذة
يسرد البرغوثي فيها عن الطبيعة والحكايات والجبالِ والبشر والحجر والتلال، وقصته مع السرطان وكيف أجبره على التفكير في بداياته، فعاد طفلاً، يرى الأشياء بعينِ الطفل ويحكيها ببراءة الأطفال وبمخيلتهم القادرة على إخراج السحر من أبسط الأشياء، والعودة إلى بلده وتأمل جمالها الذي تمت خيانته.
كما يروي عن جمال بلدته التي تعتبر منطقة جبلية خلابة، ويعاتب نفسه بسبب الإنقطاع عنها لسنوات طويلة، أراد أيضاً طرح سؤال جوهري عما يمكن للمستوطن اليهودي القادم حديثاً من بلده الأوروبية أن يراه حين ينظر إلى هذه التلال التي يعود تاريخها إلى بداية الأزمنة، مؤكداً عدم قدرته على بلوغ هذا التاريخ المليء بالقصص الحقيقية التي لا يعرفها إلا من عاش في هذه المنطقة جيلاً بعد جيل، ومبيناً أهمية هذا التاريخ المهدد بالاندثار.